# Ashikaga Yoshikazu
Ashikaga Yoshikazu est un nom japonais traditionnel ; le nom de famille (ou le nom d'école), Ashikaga, précède donc le prénom (ou le nom d'artiste).
Ashikaga Yoshikazu (足利 義量, 27 août 1407 – 17 mars 1425) a été le cinquième des shoguns Ashikaga. Il a succédé à son père Yoshimochi en 1423 et a régné jusqu'en 1425 pendant la période Muromachi de l'histoire du Japon. 
Après que son père s'est retiré, Yoshijkazu devient Seii Taishogun mais meurt peu d'années après à l'âge de 18 ans. Quatre ans plus tard, son oncle Ashikaga Yoshinori lui succède en tant que shogun.